# Berkeley B90
Der Berkeley B90 ist ein Mini-Sportwagen, den der britische Hersteller Berkeley Cars von Oktober 1957 bis März 1959 als Nachfolger des Sports B60 in zwei Serien baute.
Ab Ende 1957 gab es für den Sports einen neuen Motor.  Der luftgekühlte Dreizylinder-Zweitakt-Reihenmotor wurde ebenfalls von Excelsior geliefert, hatte aber einen Zylinder mehr als sein Vorgänger. Die modulare Bauweise des Excelsior-Motors machte diese Änderung leicht möglich. Der Motor hatte einen Hubraum von 492 cm³ (Bohrung × Hub = 58 mm × 62 mm) und leistete mit drei Vergasern 30 bhp (22 kW) bei 5500/min. Er war vorne quer eingebaut und trieb über eine Kette und ein manuell zu schaltendes Vierganggetriebe die Vorderräder an.

## Sports und Twosome (SE 492)
Der SE 492 (auch B90) trat im Oktober 1957 die Nachfolge des Sports B65 an. Wie dieser hatte er eine aus drei Teilen (Bodengruppe, Front, Heck) zusammengesetzte GFK-Karosserie. Auch die Maße blieben im Wesentlichen gleich. Zunächst wurde der neue Wagen wiederum als Sports angeboten. Erst mit dem Erscheinen der viersitzigen Variante im Oktober 1958 (s. u.) erhielt er den Namen Twosome.
Für die Roadster-Karosserie wurde 1958 ein Hardtop entworfen, das den Wagen zum Coupé machen sollte. Diese Variante sollte im Unterschied zum Roadster auch Türgriffe innen und außen bekommen. Über eine Serienfertigung dieser zusätzlichen Karosserievariante gibt es allerdings keine Aufzeichnungen.
Die ersten 120 bis ca. April 1958 gebauten Exemplare entsprachen in Fahrgestell und Karosserie genau dem Vorgängermodell. Später gab es verdeckte Türscharniere und neben einigen kleineren mechanischen Änderungen ein widerstandsfähigeres Getriebe.
Der Dreizylindermotor entwickelte mehr Hitze als sein Vorgänger mit zwei Zylindern. So gab es viele Garantiefälle wegen Überhitzungsschäden. Deswegen wurde sogar der Export in die USA von den dortigen Behörden kurze Zeit gestoppt, damit vermeintliche Konstruktionsfehler behoben würden. Dies dürfte die Profitabilität des Wagens deutlich beeinträchtigt haben.
Bis März 1959 entstanden 666 Exemplare. Nachfolger war der B95 mit Viertaktmotor.

### Renneinsätze
Wie ihre Vorgänger konnten auch die Twosome einige Erfolge im Motorsport verzeichnen. Giovanni Lurani kaufte drei Exemplare und nahm sie nach Italien mit. Er brachte Hardtops eigener Konstruktion an und setzte sie in der 750-cm³-Klasse ein. Ein Wagen wurde 1958 von Lorenzo Bandini im 12-Stunden-Rennen von Monza gefahren und siegte in seiner Klasse.

## Foursome (SE 492/4)

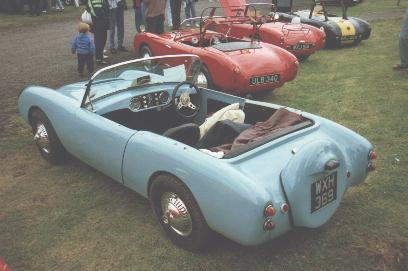
Berkeley Foursome (Heckansicht)

Der Foursome oder auch Sports 4 wurde ab Oktober 1958 gefertigt und war länger und breiter als seine Vorgänger. Die hintere Radaufhängung war niedriger als beim Twosome und lag unter dem Fahrzeugboden. Das Reserverad – beim Twosome hinter den Sitzen verstaut – war beim Foursome hinten am Wagen montiert. Die Wagen wurden auch als SE 492/4 bezeichnet, in einem Falle auch als B100. Bei letzterem könnte es sich um den Prototyp handeln, da er in Werbeanzeigen auftauchte.
Der Listenpreis des Foursome lag bei £ 700 einschl. Kaufsteuer. Das auf Wunsch erhältliche Hardtop sollte £ 28 kosten.
Bis März 1959 entstanden nur etwa 20 Exemplare.